# Санта-Мария-Антиква

План:
(1) navata centrale
(2) presbiterio
(3) abside
(4) Cappella di Teodoto
(5) Cappella dei santi medici
(6) scalinata per la collina palatina
(7) tempio di Augusto
(8) Oratorio dei XL martiri
(9) atrio

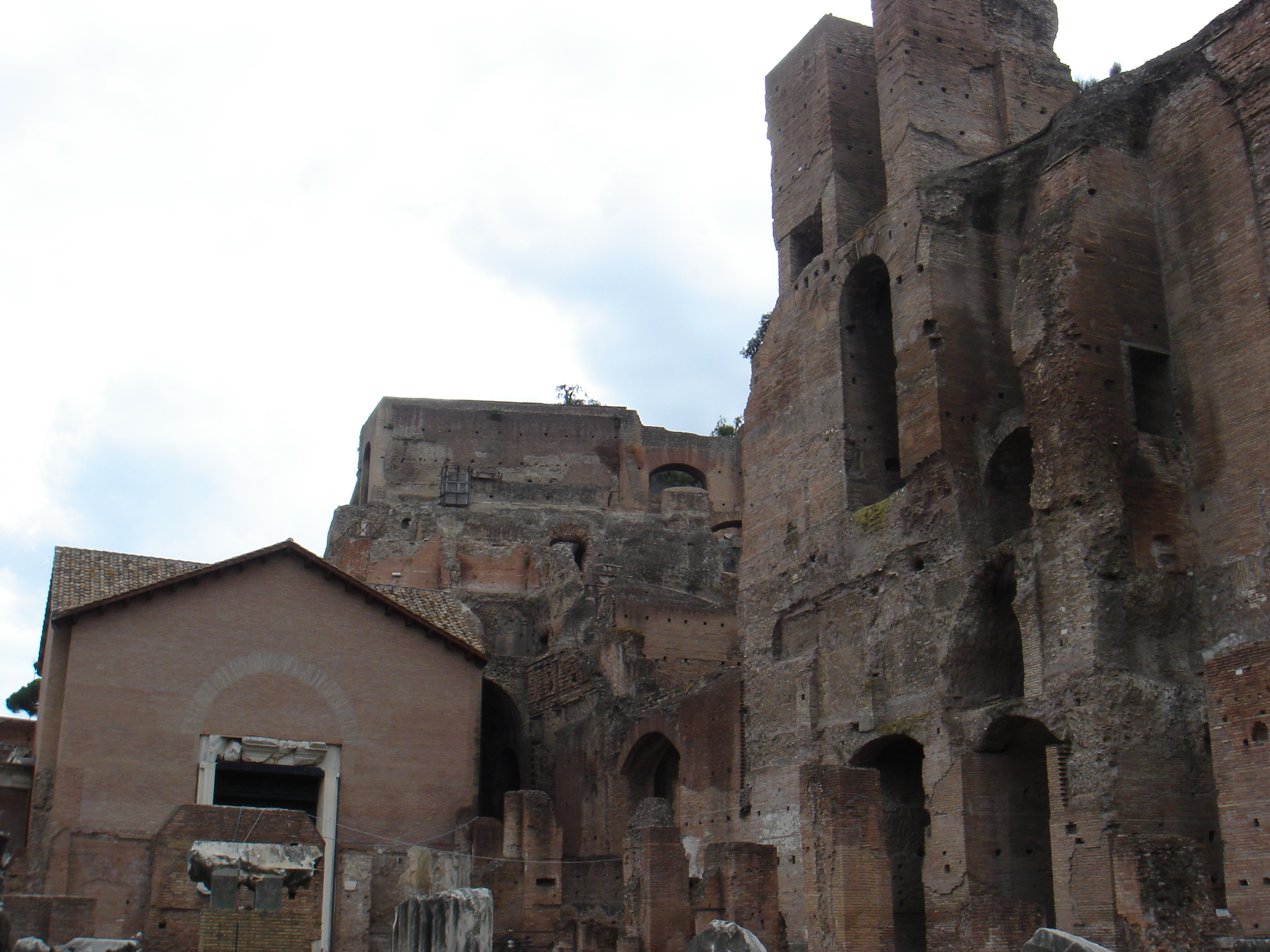
Миниатюрная Санта-Мария-Антиква теряется на фоне грандиозных руин Палатинского дворца

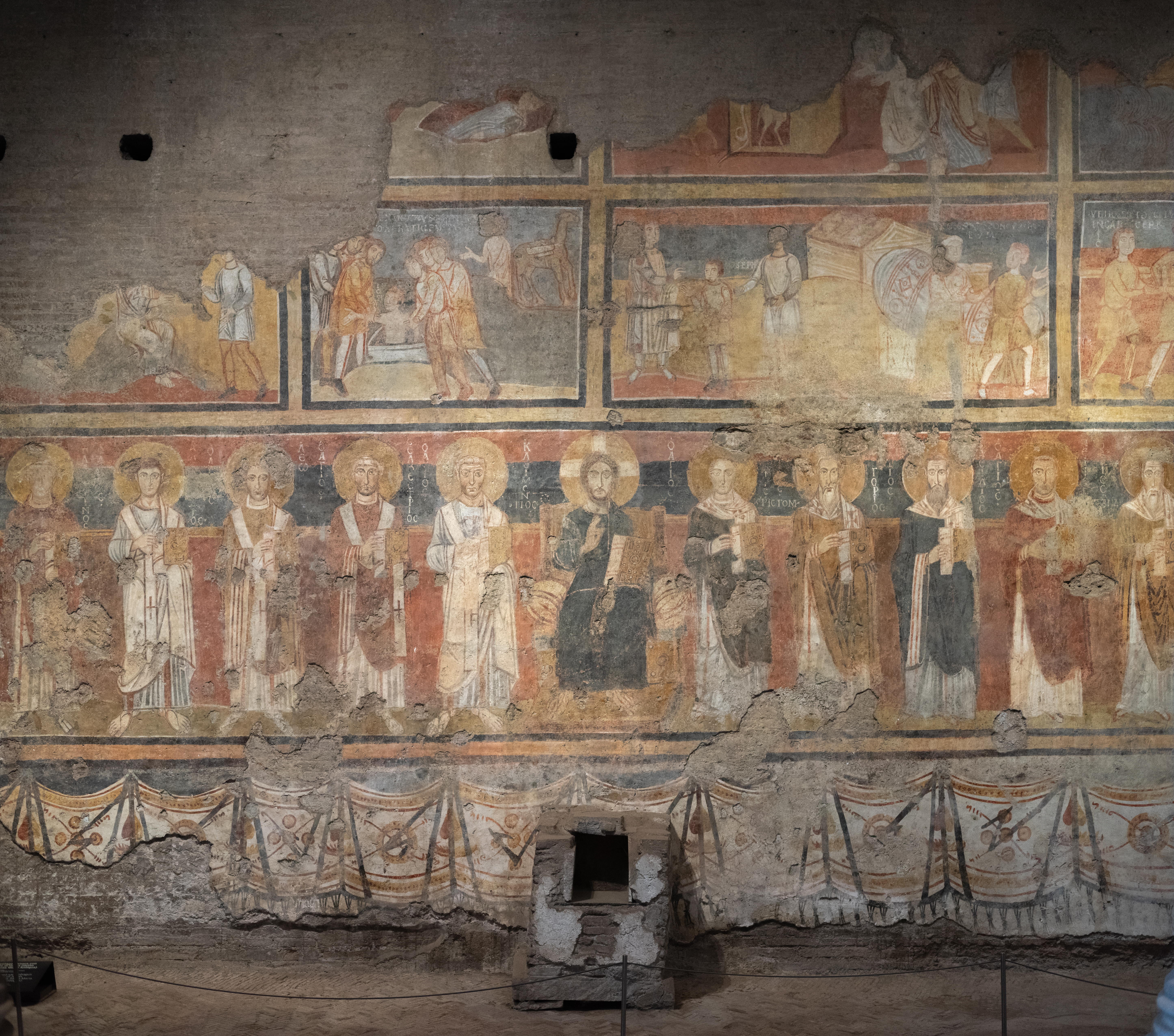
Фреска церкви Сан-Теодоро

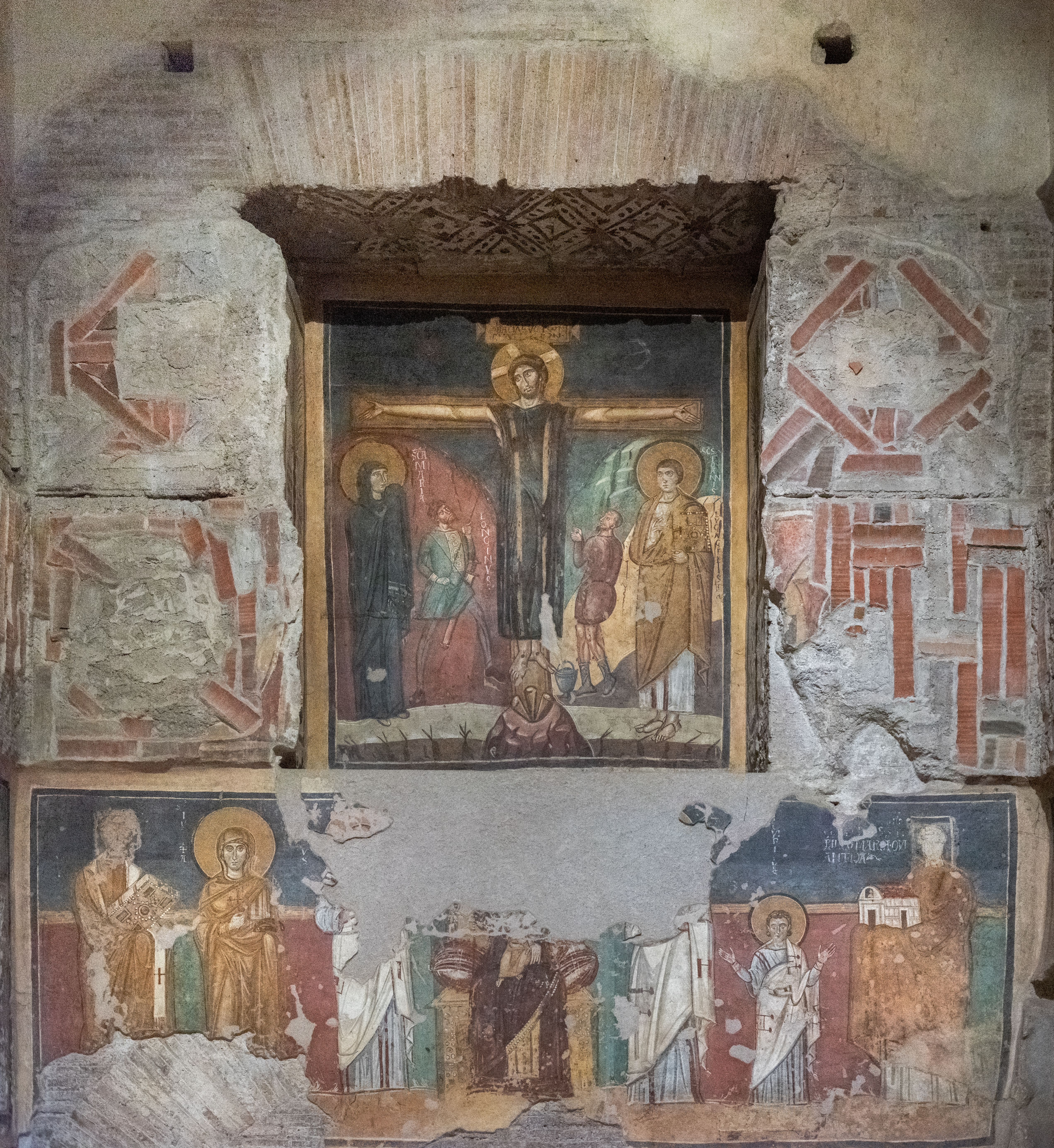
Фрески часовни Сан-Теодоро

Санта-Мария-Антиква (итал. La chiesa di Santa Maria Antiqua — Древняя церковь Девы Марии) — христианская церковь, расположенная на южной стороне Римского форума. Одно из старейших мест поклонения Деве Марии, возникшее в VI веке среди древнеримских построек периода императора Домициана. Была заброшена в 847 году. Церковь известна раннехристианской и средневековой стенописью (VI — конца VIII века), не имеющей себе равных в Риме по степени полноты и сохранности. Название восходит к старинному выражению: «Древняя Спасительница Мария». Церковь содержит самое раннее римское изображение «Девы Марии-Царицы» (Santa Maria Regina).
Церковь была заброшена в IX веке после того, как землетрясение похоронило здания; она оставалась запечатанной более 1000 лет, пока её не открыли заново в начале XX века. Таким образом, Санта-Мария-Антиква представляет собой важный элемент для понимания этапов развития Римского форума от античности до первых веков христианства. О её существовании впервые стало известно в 1701 году, а первые планомерные раскопки были произведены в 1901 году под руководством Джакомо Бони. С тех пор фрески под действием воздуха пришли в аварийное состояние и требуют постоянного внимания реставраторов. С 1980 по 2012 год памятник был закрыт для широкой публики и открывался только по заявкам на специальное посещение. После программы консервации, проведенной «Управлением исторического наследия» (Soprintendenza per il Patrimonio Storico) в партнёрстве с Всемирным фондом памятников, церковь открыта для экскурсий.

## История
Храм, расположенный между церквями Сан-Теодоро (Святого Феодора Тирона) и Сорока мучеников, восходит к I веку нашей эры. Вначале представлял собой квадратный атриум, который через коридор с тремя порталами вёл во внутренний дворик, соединённый переходом с императорским дворцом. Предположительно это был вход в палатинские палаты императора Домициана. Несколько западнее стояло огромное здание, которое долгое время считалось храмом Божественного Августа. Поскольку план Санта-Марии-Антиквы имеет аналогии с библиотеками античности, высказывается предположение, что большое здание, к которому оно относилось, — «университет Адриана». В середине VI в. сооружение времён Домициана использовалось как своего рода охранная постройка: здесь ночевала охрана византийских наместников Рима. Ближе к концу века здание было оформлено колоннами коринфского ордера, украшено стенописью, к нему была пристроена полукруглая апсида — отныне это была церковь Девы Марии. Под основанием одной из колонн археологи обнаружили клад монет с профилем Юстина II, из чего следует, что перестройка не могла быть осуществлена ранее его царствования (565—578) В папском инвентаре 
635 года здание упоминается уже как «Санта-Мария-Антиква», то есть «Древняя Дева Мария», — свидетельство существования более нового храма с тем же посвящением.
В середине VII в., с ослаблением византийского господства на западе Италии, римские папы стали подумывать о переносе резиденции из окраинного Латерана на форум, где прежде обитали императорские наместники. Близость церкви Девы Марии к новому папскому дворцу позволяет предположить, что одно время именно в ней находилась кафедра римского первосвященника. Работы по росписи храма начались при папе Мартине I (649—655) и достигли наибольшего размаха в краткий понтификат Иоанна VII (705—707), который использовал церковь в качестве своей резиденции.
Левый придел был украшен стенописью на средства сенатора Теодота. На время проведения этих 
работ указывает тот факт, что портрет Григория III после его смерти в 741 году был заменён изображением нового папы Захария. Роспись апсиды пришлась на понтификат Павла I (757—767), а фрески в античном атриуме могут быть отнесены к деятельности Адриана I (772—795). Этот атриум был приспособлен для захоронения знатных горожан, нередко в позднеантичных саркофагах с рельефами на языческие сюжеты. В тот же период, по-видимому, был построен внутренний нартекс.
Во время землетрясения 847 года Санта-Мария-Антиква была погребена под слоем земли, после чего её владения, привилегии и имя вбыли переданы близлежащей церкви Санта-Мария-Нова («Новой Девы Марии»), а о существовании её предшественницы попросту забыли. При землетрясении остался незасыпанным только атриум, который оставался в употреблении под именем церкви Антония Великого по крайней мере до разорения Рима норманнами в 1081 г.
В 1550 году церковь была передана папой Юлием III облатам Святой Франциски Римской из близлежащего монастыря Тор де Спекки. Церковь Санта Мария Либератриче (Святой Марии Освободительницы) была построена в 1617 году на руинах Древней Святой Марии. Эта перестройка была проведена под патронажем кардинала Марчелло Ланте делла Ровере и архитектором Онорио Лонги. Однако церковь Мария Либератриче была снесена при проведении археологических исследований в 1901 году.

Ораторий сорока мучеников
Фреска сорока мучеников
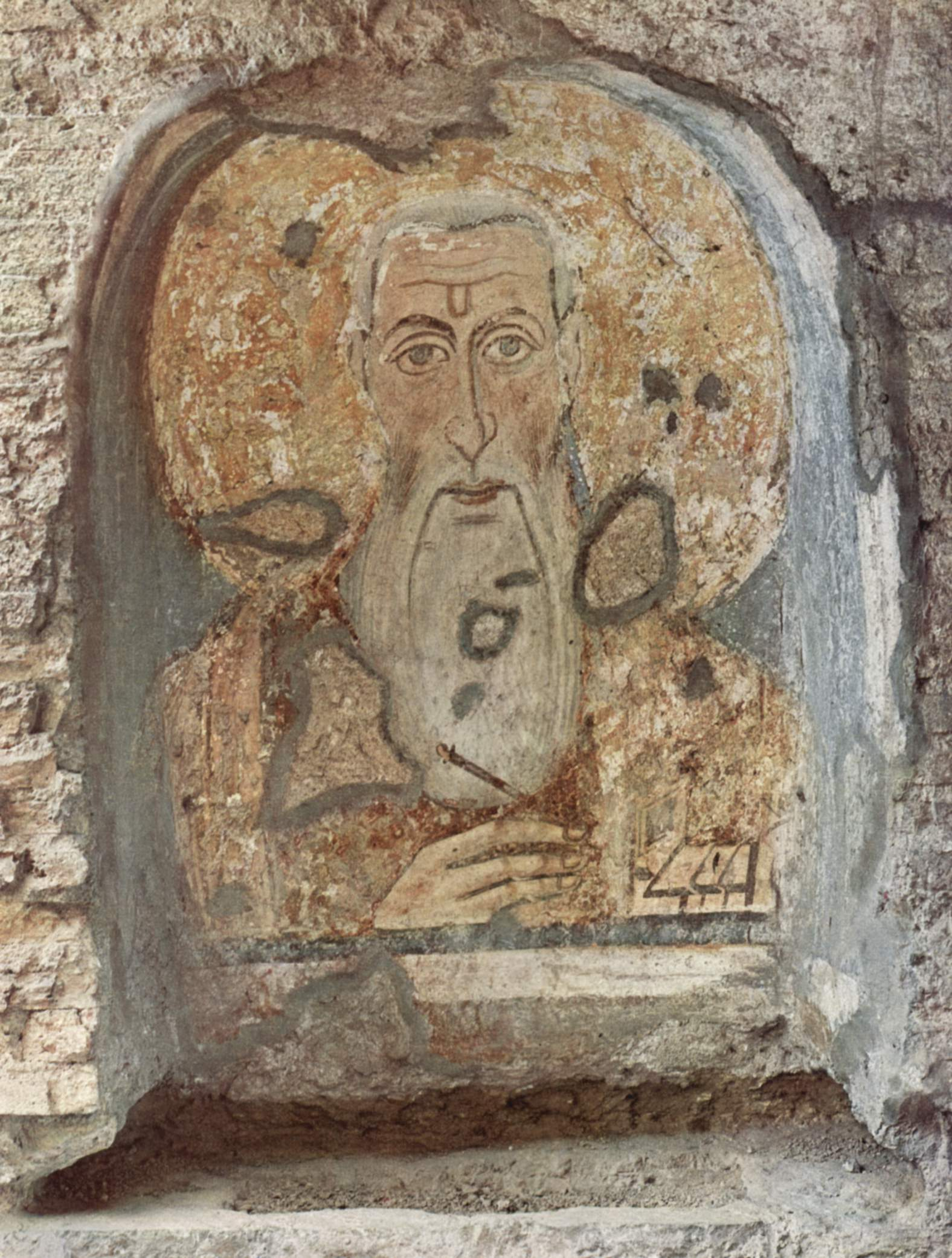
Фреска с изображением Святого Аввакира
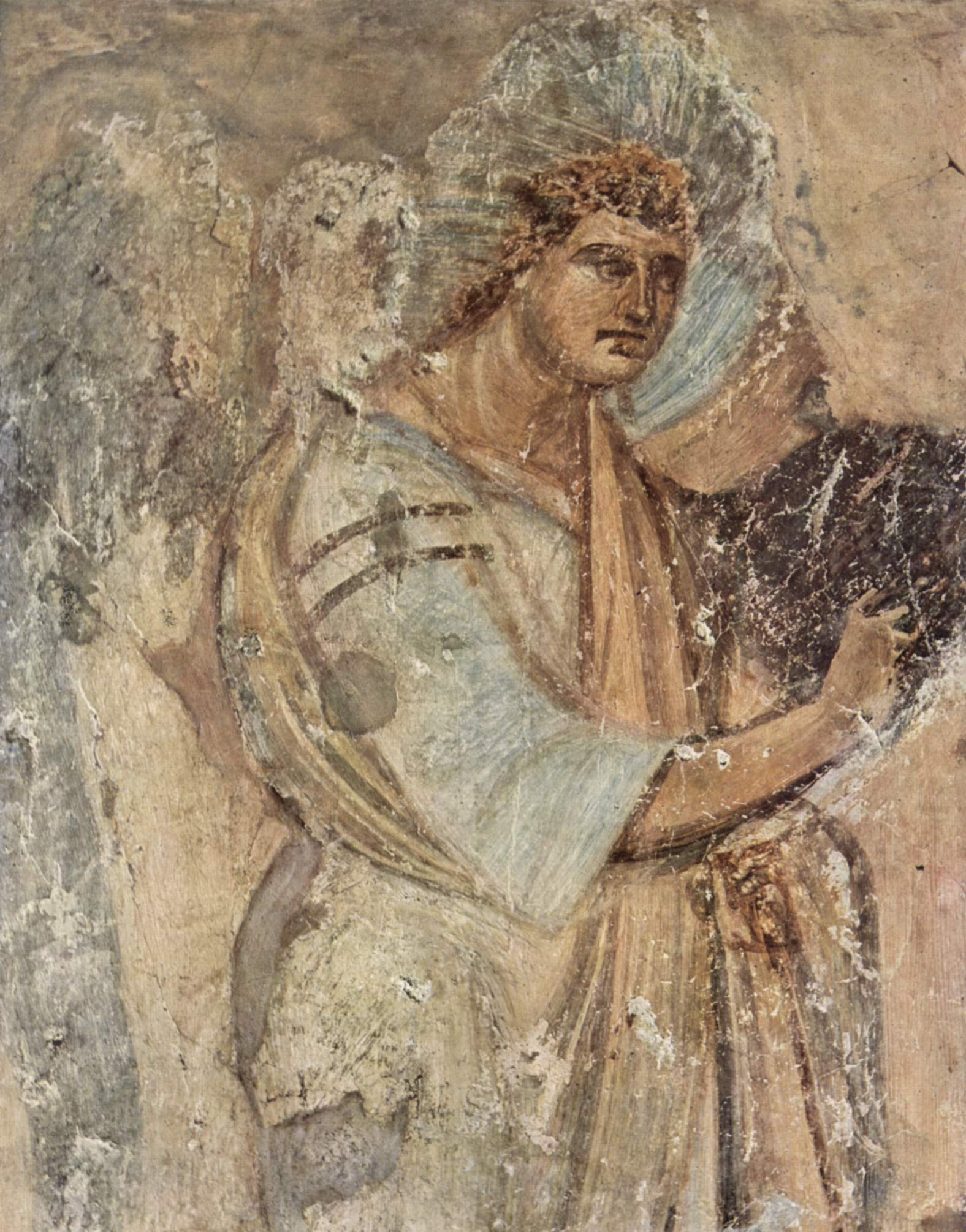
Архангел Гавриил. Ок. 565—578
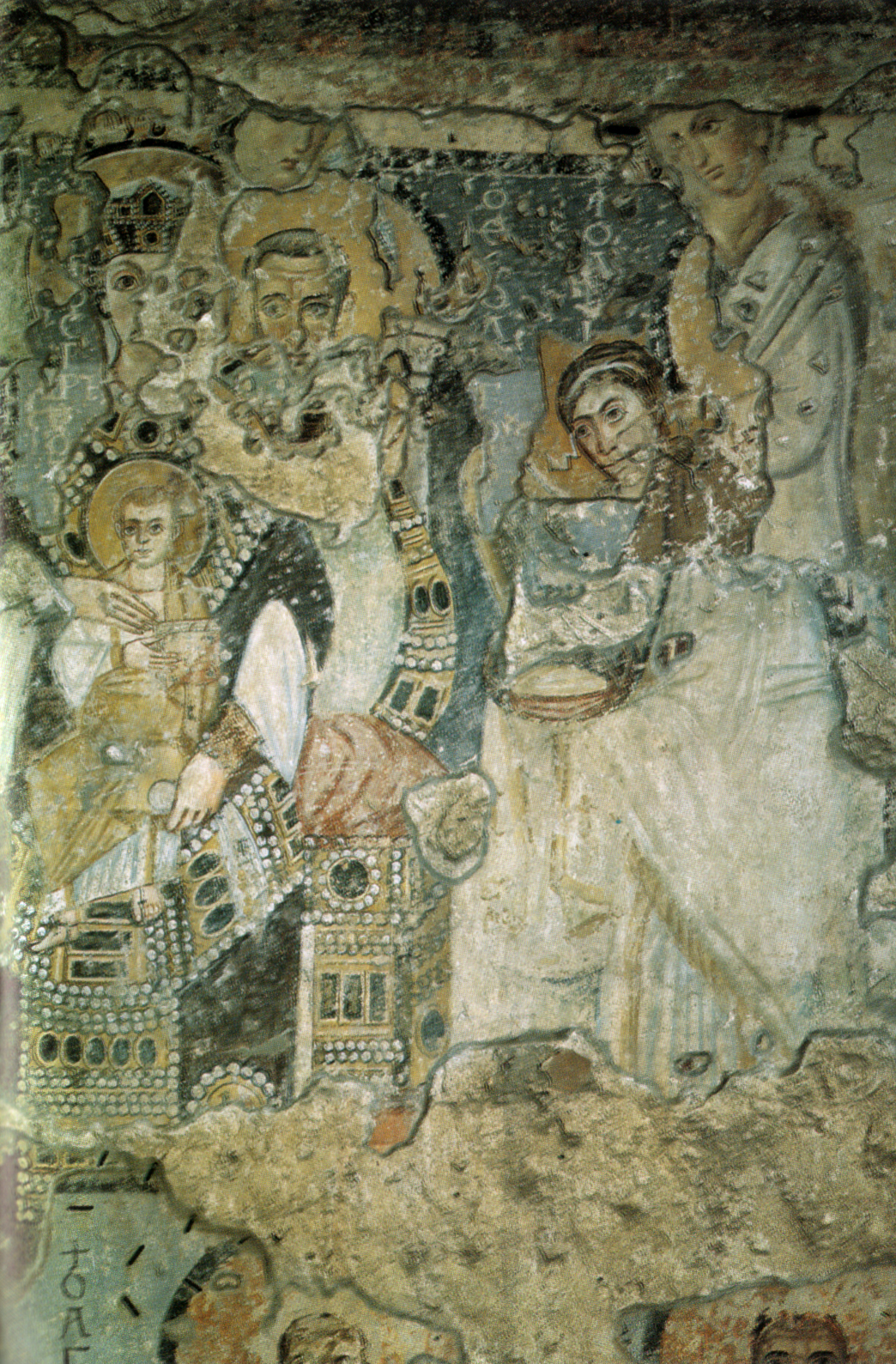
Благовещение. Ок. 565—578
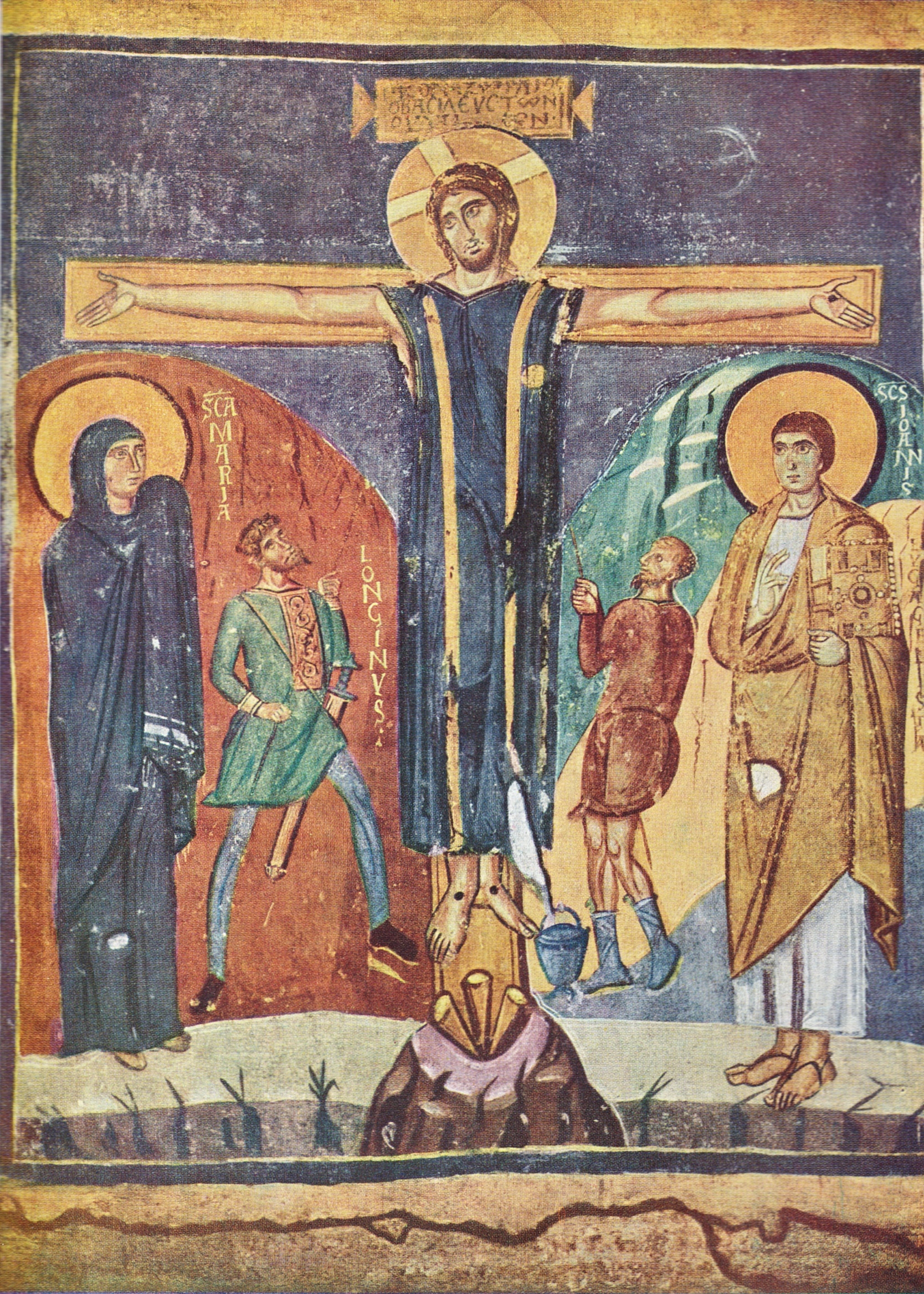
Распятие. Ок. 741—752
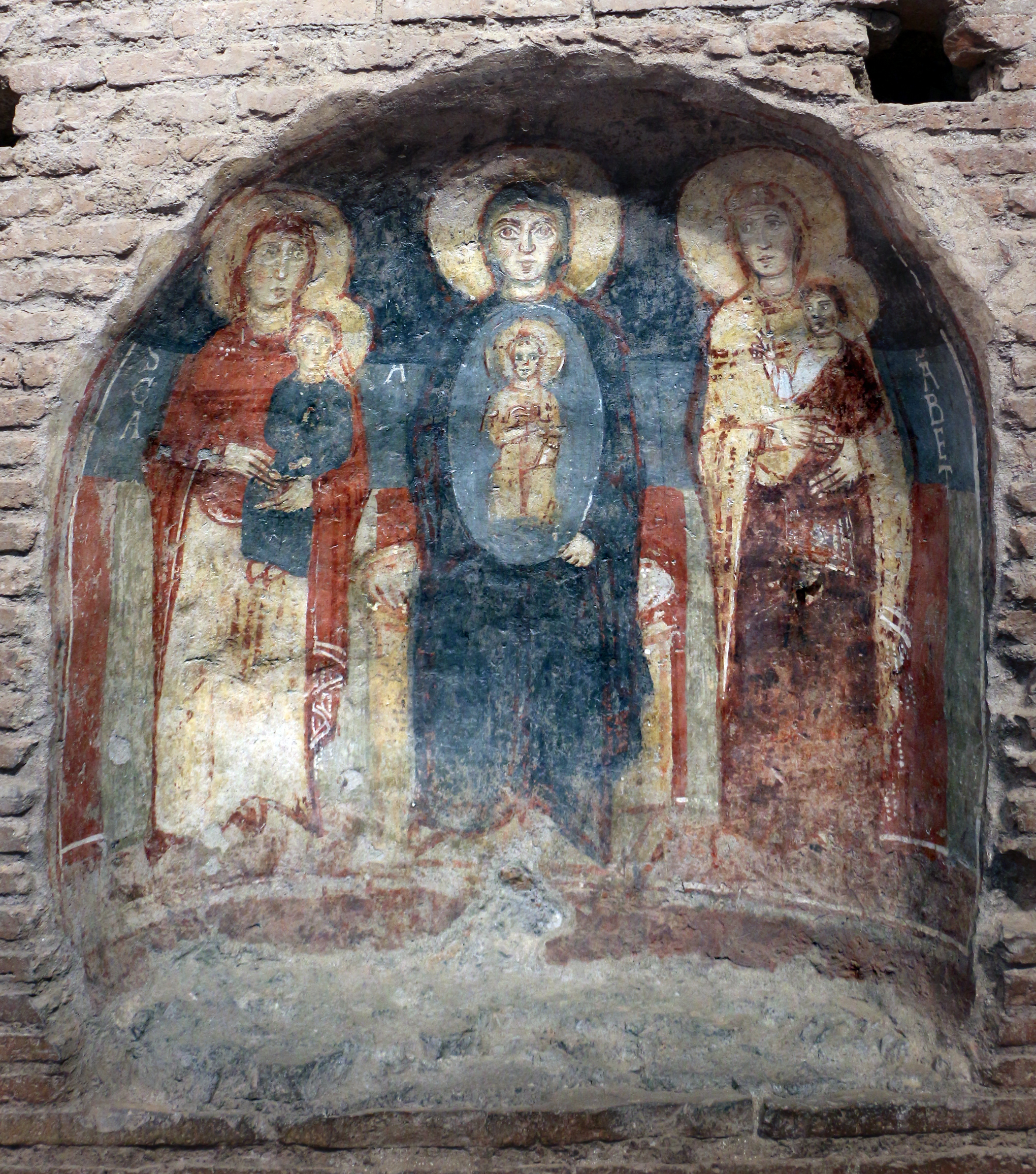
Дева Мария с Младенцем в мандорле, святые Анна и Елизавета. 757—767
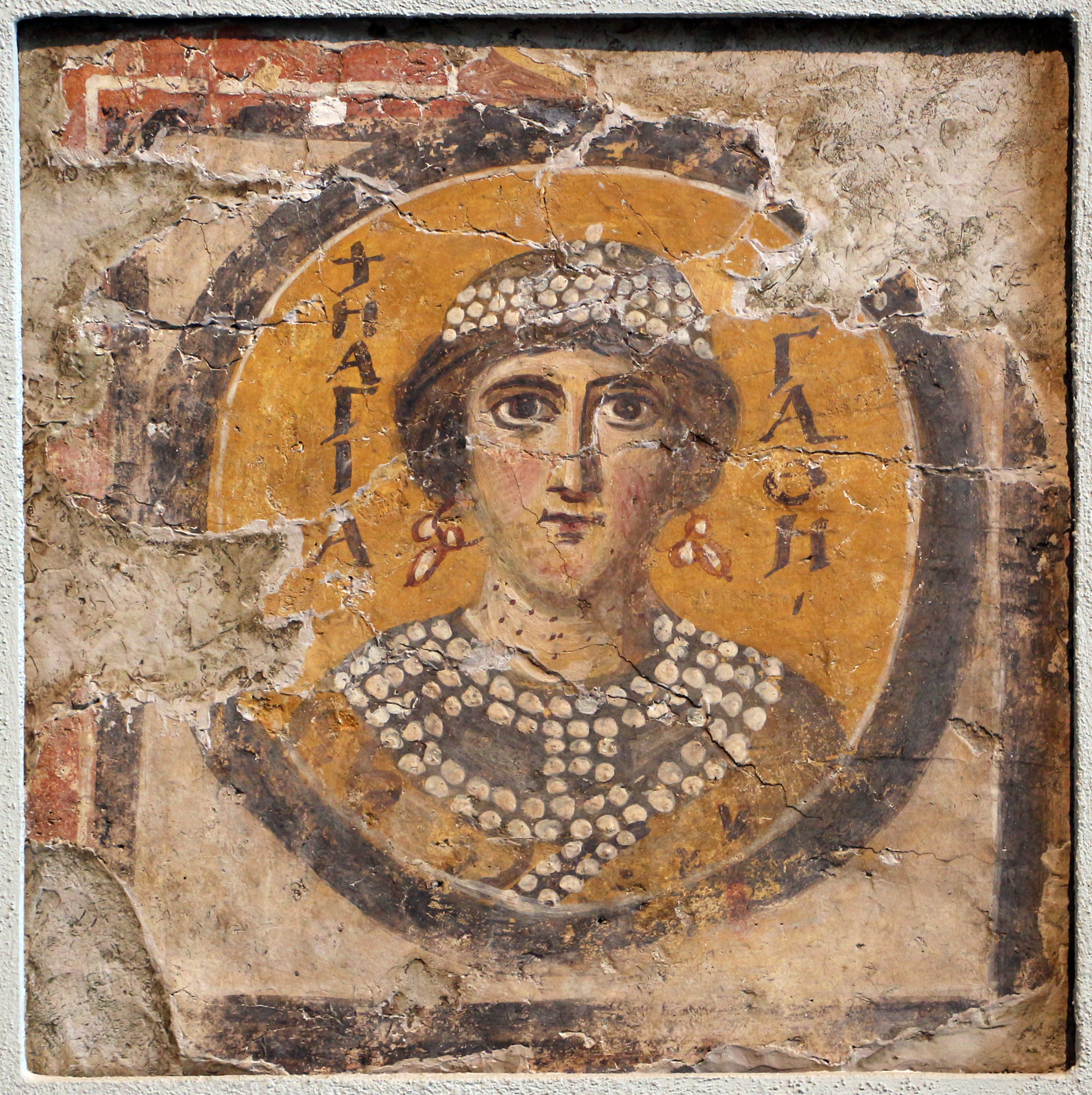
Святая Агата. VII—начало VIII в.